# William Beattie Ramsay
William Beattie Ramsay (ur. 12 grudnia 1895 w Lumsden, zm. 30 września 1952 w Reginie) – kanadyjski hokeista.
Ramsay był członkiem drużyny Toronto Granites, która wygrała złoty medal dla Kanady podczas Zimowych Igrzysk Olimpijskich w 1924 roku.